# Colin Brignall
Colin Brignall (* 1940 in Warwickshire, England) ist ein britischer Fotograf, Art Director und Schriftgestalter, der vor allem in den 1960er- und 1970er-Jahren zahlreiche Display-Schriften entworfen hat. Viele seiner Schriften haben sehr große Verbreitung gefunden.

## Biografie
Brignall war zunächst als Pressefotograf, später als Mode- und Werbefotograf tätig. 1964 wurde er als Fototechniker von Letraset (heute: Esselte Letraset) in London eingestellt. Während seiner Tätigkeit dort begann er, sich für Schriften zu interessieren und entwarf erste Alphabete. Seit 1974 war er als Schriftentwerfer für Letraset tätig, 1980 wurde er Type Director des Unternehmens; später war er zudem für die International Typeface Corporation (ITC) beratend tätig.

## Auszeichnungen
Im Jahr 2000 war er – gleichzeitig mit Günter Gerhard Lange – Preisträger der TDC Medal des Type Directors Club.

## Schriften
Brignall hat bisher über 100 Schriften entworfen, darunter:
- Countdown, 1965
- Aachen, 1969
- Premier, 1969/1970
- Revue, 1969
- Superstar, 1970
- Octopuss, 1970
- Italia, 1974
- Tango, 1975
- Victorian, 1976 (mit Freda Sack)
- Dynamo Shadow, 1977 (mit Alan Meeks)
- Harlow, 1977/1979
- Romic, 1979
- Corinthian, 1981/1983
- Jenson Old Style, 1982 (mit Freda Sack)
- Edwardian, 1983
- Epokha, 1992
- Type Embellishments One, 1993 (mit Michael Gills)
- ITC Werkstatt, 1999
- Retro Bold, 1992 (mit Andrew Smith)